# Partidul Popular Maghiar din Transilvania
Partidul Popular Maghiar din Transilvania (în maghiară Erdélyi Magyar Néppárt, EMNP) a fost o formațiune politică din România.
La data de 5 mai 2011 fostul deputat UDMR de Timiș Tibor Toró, unul dintre liderii Consiliului Național al Maghiarilor din Transilvania (CNMT), a depus la Tribunalul București cererea de înființare a partidului. Cererea de înregistrare a partidului a fost inițial respinsă de Tribunalul București prin sentința nr. 19 din 14 iulie 2011, hotărâre modificată de Curtea de Apel București în data de 15 septembrie 2011, în sensul admiterii cererii de înregistrare a noii formațiuni politice.[nefuncțională]

Decizia pentru înființarea partidului a fost luată în decembrie 2010 de către membrii CNMT.
Partidul este asociat cu europarlemantarul László Tőkés și militează pentru autonomia maghiarilor. Preotul Tőkés afirmă că UDMR nu reprezintă interesele maghiarilor din Transilvania, ci mai degrabă interesele Bucureștiului în fața maghiarilor. El spune că potrivit unor legi date de guvernul de la Budapesta, ungurii ar putea să se unească transfrontalier, fără să se revizuiască vreo graniță statală în Europa.

## Referințe

Propunerea PPMT pentru regionalizarea României